# Торчицкий Степок
Торчицкий Степок (укр. Торчицький Степок) — село, входит в Ставищенский район Киевской области Украины.
Население по переписи 2001 года составляло 110 человек. Почтовый индекс — 09424. Телефонный код — 4564. Занимает площадь 0,648 км². Код КОАТУУ — 3224287602.

## Местный совет
09424, Київська обл., Ставищенський р-н, с. Юрківка, вул. Жовтнева, 36а, тел. 2-31-30; 2-31-35  (укр.)